# Храм Виктории
Храм Виктории (лат. Templum Victoriae) ― культовое сооружение на Палатинском холме в Риме. Храм был посвящен римской богине победы. 
Строительство сооружение традиционная легенда приписывает Эвандру, хотя исторические источники свидетельствуют, что на самом деле был построен по инициативе консула Луция Постумия Мегелла на средства, полученные со взыскания штрафов, которые он налагал в свою бытность эдилом. Храм был освящён 1 августа  294 года до нашей эры. Между 204 г. до н.э. и 191 г. до н.э. в храме Виктории размещался священный камень Кибелы, в то время как собственный близлежащий храм всё ещё находился в процессе строительства. Катон Старший впоследствии построил храм Девы Виктории рядом с храмом Виктории-Победы. Неизвестно, использовался ли храм Виктории в IV веке н.э., но если это и было так, он всё равно должен был быть закрыт во время гонений на язычников в поздней Римской империи. 
Именно в храме Виктории хранились трофеи, привезённые из зарубежных стран. Часть трофеев была принесена Титом из Иерусалимского храма. В V веке храм был разграблен вандалами, трофеи были переправлены в Африку. Золотая крыша храма была также сорвана варварами во время разграбления Рима. 
Неизвестно, восстанавливался ли храм когда-либо. Неизвестно также и его точное местонахождение. Есть предположение о том, что он мог располагаться возле арки Тита.